# R-16洲际弹道导弹
R-16洲际弹道导弹（俄语：Р-16；GRAU代号：8К64）苏联在冷战时期研制的一种洲际弹道导弹。这种导弹的北约代号为SS-7“鞍工”（Saddler）。

## 简介

R-16

R-16是苏联第一种可以实际使用的洲际导弹。此前由科罗廖夫领导设计的R-7（北约代号SS-6“警棍”）虽然拥有世界上第一种洲际弹道导弹的荣誉，但科罗廖夫更希望发展一种多用途火箭，设计出的R-7拥有近300吨发射质量、近10吨弹道投掷能力，对于军用过于庞大；如同当时美国的“宇宙神”（除民用版第一级改为采用联氨的RM-81愛琴娜引擎外）和“大力神I”，R-7使用不可贮存的低温推进剂（液氧），必须在发射前才能加注，又因为体积巨大只能用发射架从地面发射，导致导弹的反应速度和生存能力极低，只能用于首发核打击。苏联政府注意到R-7的这种问题，只对其进行了象征性的部署，而R-7的主要作用变成了宣传武器和航天运载工具（从R-7衍生出了庞大的火箭家族，包括卫星号、东方号、联盟号和闪电号）。同时，研制一种可以真正投入实战使用以对美国构成威慑的洲际导弹的任务，被分配给了米哈伊尔·库兹米奇·杨格尔领导的第586特种设计局（南方设计局的前身，位于乌克兰第聂伯罗彼得罗夫斯克）。通过研制R-16洲际导弹，扬格利打破了科罗廖夫对苏联火箭部队和航天部门的垄断。 
为了克服R-7使用的不便，R-16采用了可常温贮存的液体推进剂：四氧化二氮／偏二甲肼。并且R-16可以在面临核战危机时，预先加注后战略值班，保持随时可发射的状态（但加注状态只能维持30天，因当时尚未解决推进剂对贮箱的剧烈腐蚀作用）。同时，与结构复杂、体积庞大的R-7不同，R-16的设计更为紧凑，可以实现地下井部署，从而大大提升了导弹的生存能力。另外，R-16在弹体中集成了飞行控制单元，从而不再需要R-7所必需的众多地面控制站对导弹的飞行轨道进行纠正。

引发灾难的那枚R-16导弹。拍摄照片时涅杰林本人就在导弹旁边的卡车内

扬格利的设计局在可贮存液体推进剂方面拥有较多经验（通过研制R-12和R-14两种中程弹道导弹）。R-16被设计成一种两级液体弹道导弹，用铝镁合金制造弹体，拥有一个细长的推进剂贮箱。研制工作在1956年获苏联政府批准，1957年基本设计方案完成。为了试验飞行，在拜科努尔航天发射场为R-16修建了地面发射设施（41号发射阵地的两个发射工位，代号舍克斯纳-N）。但是最终的目标是实现地下井发射。在苏联部长会议副主席乌斯季诺夫的协调下，列宁格勒的TsKB-34设计局开始为R-16开发地下发射设施（舍克斯纳-V），而南方设计局则发展适用于地下发射的导弹。地下发射的R-16被称为R-16U（生产代号8K64U），相对于基础型号进行了一些改进。两种发射系统的代号都是“舍克斯纳河”（俄罗斯北部沃洛格达州的伏尔加河支流）。地下井发射系统的设计方案在涅德林災難发生后才完成。
R-16原型弹在1960年10月24日进行的首飞中发生严重事故，灌满燃料的导弹，在排查故障中于发射台上爆炸，导致至少92人丧生，包括到现场观看的苏联炮兵主帅涅杰林。涅杰林当时任战略火箭军司令，负责监督R-16的开发工作。他因为急于看到能够威慑美国的导弹上天而对工作人员施加了不该有的压力，可能还强行提前了导弹的发射日期（为了赶在两周后11月7日的十月革命纪念日前向苏共献礼），结果导致了悲剧。据目击者描述，这位老兵拒绝了技术人员提出的，先将燃料罐排空再检查故障的建议，他坐在距离发射架只有20米的地方监督火箭调试。调试中可能错误地向第二级火箭传输了发动机涡轮启动指令，装满燃料的第二级火箭点火（四氧化二氮／偏二甲肼燃料不需要专门的点火源，涡轮启动燃料混合之后即可自燃），引爆了亦装满燃料的第一级，许多在场工作的人在爆炸中丧生，包括航天工业部门的重要人物和一些参与研制导弹的工程师。苏联当局为保持R-16机密掩盖了这个事件，对外宣称涅杰林死于空难，直到戈尔巴乔夫时代才公布了真相。
在事故发生后，R-16的开发工作继续进行。1961年1月27日进行了第2次试射。导弹成功点火升空，但由于导航系统故障而偏离预定弹道，最后坠落于西伯利亚的托木斯克附近，仅仅飞行了520千米。又经过数次不成功的试射后，R-16终于在1961年10月完成了飞行试验。随之而来的是地下井发射型号R-16U的发射试验，在这些试射中游动发动机总出问题，但最后获得了解决。第一支装备R-16U的火箭部队于1963年进入战斗值班。在1965年部署高峰时，苏联共拥有186个R-16发射系统，分别属于8个火箭团，其中大约有三分之一是地下井。导弹被以3个一组的方式进行部署，即每3个发射井共用一个燃料添加装置和指挥中心，以节约经费，与“大力神I”相同，这样做的缺点是在遭到敌人核攻击时导弹会由于密集部署而加重损失。
古巴导弹危机爆发时，R-16可能是苏联手中唯一的王牌。后来苏联开发了UR-100（SS-11/Sego）洲际导弹，解决了早期R-16和R-9（SS-8/Sasin）的诸多技术细节问题并大批量生产装备，R-16即不再作为主力，只有在美苏进行第一次限制战略武器会谈（SALT I）时被拿出来当作讨价还价的道具。全部已部署的导弹在1972年~1976年间退役。

## 与旋风-1的关系
1966年，扬格利提议分别以R-14、R-16和R-36导弹为基础研制一系列航天发射用运载火箭。以R-16为基础的火箭被称为旋风-1，其设计思路是在R-16的两级弹体上加装一个C5M上面级。这种火箭最后被取消，但它却占用了旋风号系列中的一个编号。

R-7彈道飛彈與R-16洲際彈道飛彈對比

## 资料来源
- R-16（页面存档备份，存于）
- 航天百科全书，R-16